# Eriq La Salle

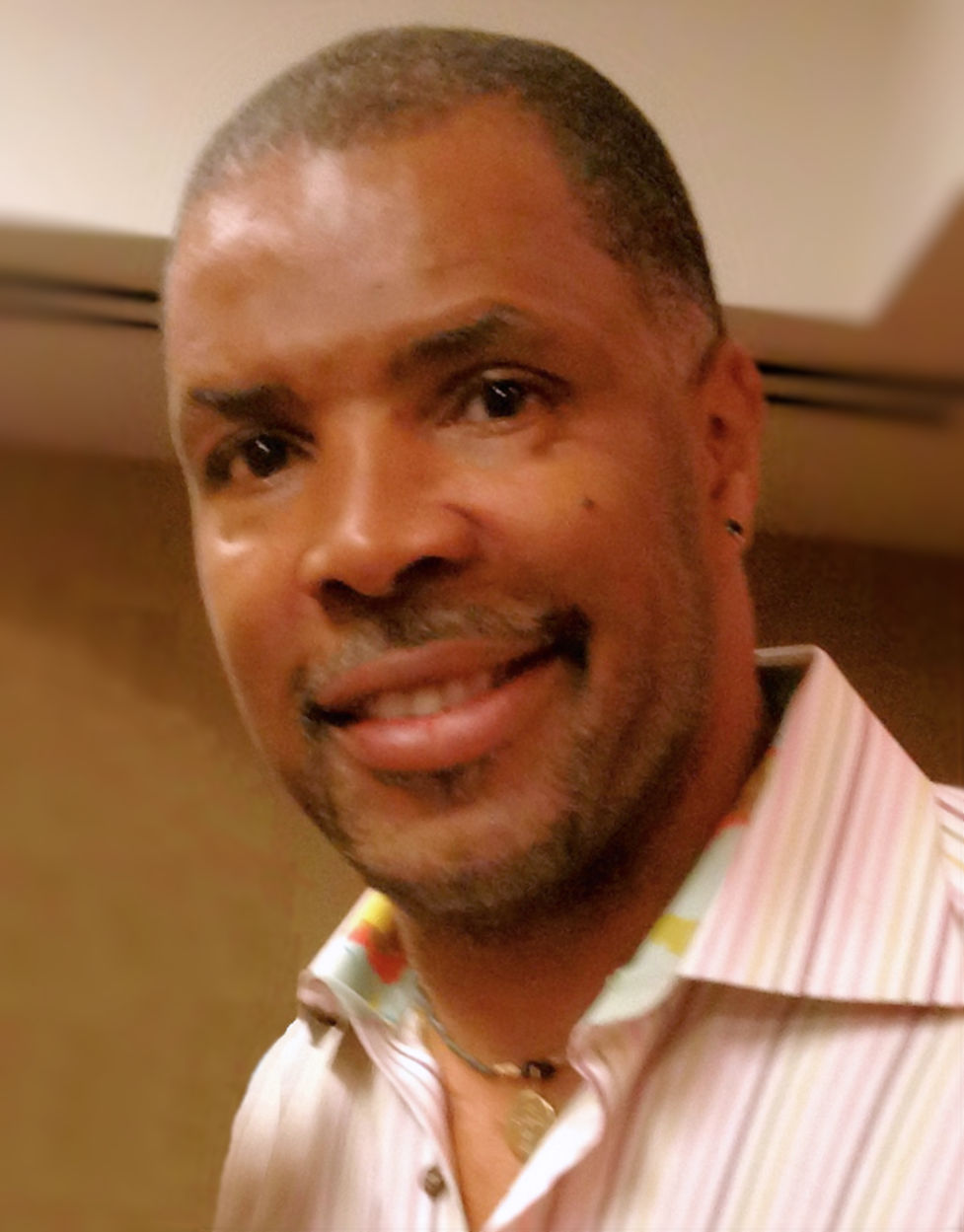
Eriq la Salle (2012)

Eriq Ki La Salle (* 23. Juli 1962 in Hartford, Connecticut) ist ein US-amerikanischer Schauspieler, Regisseur, Produzent, Drehbuchautor und Schriftsteller.

## Leben
Eriq La Salle wuchs mit drei Geschwistern auf. Er studierte zwei Jahre an der Juilliard School, bevor er 1984 an der New York University Schauspiel studierte. Danach hatte er Rollen in Low-Budget-Filmen und am Theater. 1985 spielte er in der US-Dramaserie One Life to Live den Reporter Mike Rivers.
Bekannt wurde er zunächst durch seine Nebenrolle in der Komödie Der Prinz aus Zamunda mit Eddie Murphy von 1988. 1991 zog er nach Los Angeles, Kalifornien, wo er Gastrollen in Fernsehfilmen und Fernsehserien hatte, unter anderem in L.A. Law – Staranwälte, Tricks, Prozesse und Zurück in die Vergangenheit (Quantum Leap). 1994 spielte er im Pilotfilm zur Dramaserie Emergency Room – Die Notaufnahme die Rolle des Chirurgen Dr. Peter Benton. Das Konzept überzeugte, sodass daraus eine langjährig erfolgreiche Fernsehserie entwickelt wurde. Bis zur 8. Staffel (2001/02) war La Salle einer der Hauptakteure der Serie. Am Serienende (2009) kehrte er für einige Gastauftritte zurück.
Neben der Schauspielerei ist La Salle seit 1996 auch als Regisseur tätig, so bei der Fernsehserie Twilight Zone für die Episode Memphis (2003), für die er auch das Drehbuch schrieb. Sein Langfilm-Regiedebüt gab er 1996 mit dem Fernsehfilm Rebound: The Legend of Earl ‘The Goat’ Manigault. Kurz zuvor inszenierte er den Kurzfilm Psalms from the Underground. 2002 drehte er mit Crazy as Hell einen weiteren Spielfilm, produzierte diesen und übernahm auch die Hauptrolle. Seither ist er als Regisseur bei verschiedenen Fernsehserien tätig.
2002 war er als Produzent an dem Film The Salton Sea beteiligt.
2012 veröffentlichte Eriq LaSalle sein erstes Buch Laws of Depravity. 2014 folgte Law of Wrath.
Von 1994 bis 1999 war er mit seiner früheren Verlobten, der Unternehmensberaterin Angela Johnson, zusammen.
Die Beziehung endete ein Jahr später endgültig mit dem rechtlichen Streit um ein Feriendomizil, das LaSalle finanziert hatte, aber unter Angela Johnsons Namen lief.
La Salle betreibt in seiner Freizeit Fitnesstraining und spielt Poolbillard.

## Filmografie (Auswahl)
- 1985: Rappin’
- 1986: Spenser (Fernsehserie, 1 Folge)
- 1987: Pinguine in der Bronx (Five Corners)
- 1988: Footballstar um jeden Preis (What Price Victory)
- 1988: Der Prinz aus Zamunda (Coming to America)
- 1994–2002, 2009: Emergency Room – Die Notaufnahme (ER, Fernsehserie, 171 Folgen)
- 1994: Drop Squad
- 1994: Color of Night
- 2002: One Hour Photo
- 2003: Biker Boyz
- 2006: Johnny Was
- 2007, 2008: Law & Order: Special Victims Unit (Fernsehserie, 2 Episoden als Produzent)
- 2009: Final Day – Das Ende der Welt (Megafault, Fernsehfilm)
- 2010: 24 (Fernsehserie, 2 Folgen)
- 2011: How to Make It in America (Fernsehserie, 3 Folgen)
- 2011–2012: A Gifted Man (Fernsehserie, 6 Folgen)
- 2012: Blackout – Die totale Finsternis (Blackout, Miniserie)
- 2015: Under the Dome (Fernsehserie, 5 Folgen)
- 2016–2021: Chicago P.D. (Fernsehserie, als Produzent)
- 2017: Logan – The Wolverine (Logan)
- 2021: Law & Order: Organized Crime (1 Episode als Produzent)
- 2022: Law & Order (Fernsehserie, 21x10 als Produzent)
- 2025: On Call (Fernsehserie)